# XS엑세스
XS엑세스는 송지형의 만화이다. 학산문화사의 부킹이라는 잡지에 연재되었으며 영어판의 경우 다크 호스 코믹스의 라이선스를 받는다. 전5권 완결이다.

## 책
- 1권: Hybrid (2003년 9월)[1][2]
- 2권: Angel Virus (2004년 1월)[3][4]
- 3권: Guardian (2004년 5월)[5][6]
- 4권: Disillusion (2004년 8월 25일)[7]
- 5권: Decent of Goddess (2004년 12월 25일)[8]

## 참고 문헌
- Green, Scott (2007년 8월 10일). “AICN Anime - A Look at New Manga Series”. 《Ain't It Cool News》.
- Johnson, Craig (2007년 8월 10일). “XS Hybrid v1”. 《Manga Life》. Silver Bullet Comics. 2007년 8월 19일에 원본 문서에서 보존된 문서. 2015년 5월 15일에 확인함.
- Alexander, Matthew (2007년 6월 28일). “XS Hybrid Vol. #01”. 《Mania》. Demand Media. 2012년 10월 18일에 원본 문서에서 보존된 문서. 2015년 5월 15일에 확인함.
- Alexander, Matthew (2008년 2월 27일). “XS Hybrid Vol. #02”. 《Mania》. Demand Media. 2012년 10월 18일에 원본 문서에서 보존된 문서. 2015년 5월 15일에 확인함.
- Alexander, Matthew (2008년 4월 25일). “XS Hybrid Vol. #03”. 《Mania》. Demand Media. 2012년 10월 18일에 원본 문서에서 보존된 문서. 2015년 5월 15일에 확인함.
- Gifford, Kevin (June 2007). “XS Hybrid Volume 1”. 《Newtype USA》 6 (6). 137면. ISSN 1541-4817.
- Dacey, Katherine (2007년 7월 8일). “Weekly Recon: 7/11/07: XS Hybrid, Vol. 1”. 《Pop Culture Shock》. 2007년 10월 28일에 원본 문서에서 보존된 문서. 2015년 11월 4일에 확인함.
- Dacey, Katherine (2007년 7월 8일). “Weekly Recon: 7/11/07: XS Hybrid, Vol. 1”. 《Pop Culture Shock》. 2009년 1월 7일에 원본 문서에서 보존된 문서. 2015년 11월 4일에 확인함.